# Matulji
Matulji (olaszul: Mattuglie) falu és község Horvátországban, a Tengermellék-Hegyvidék megyében. Közigazgatásilag Brdce, Bregi, Brešca, Jurdani, Jušići, Kućeli, Lipa, Male Mune, Mali Brgud, Mihotići, Mučići, Pasjak, Permani, Rukavac, Rupa, Ružići, Šapjane, Vele Mune, Veli Brgud, Zaluki, Zvoneće és Žejane települések tartoznak hozzá.

## Fekvése
Fiume központjától 10 km-re északnyugatra a Tengermelléken, az Isztria-félsziget északi határán, az A7-es autópálya mellett fekszik. A községnek nincs tengeri kijárata, mivel egykor Abbáziához tartozott. Északon Szlovéniával határos, ahol két határátkelőhelye van Rupa és Pasjak.

## Története
Matulji az ókorban Liburniának nevezett területre esik. Ez a vidék a horvát Tengermellék legnagyobb részével együtt az állattenyésztéssel és hajózással foglalkozó libur nép hazája volt. A térség a többi illír területekkel együtt i. e. 59-től lett a Római Birodalom része. A horvátok a 7. században érkeztek ide, majd a 8. században Nagy Károly hódította meg a területet. A frankok hanyatlásával a 9. század közepére a horvát királyok visszaszerezték és egészen a 10. század végéig megtartották. A 12. században a Német-Római Birodalom része lett, majd a 15. századtól 1918-ig a Habsburg Birodalomhoz tartozott. 1857-ben a déli területek vasúti építkezései keretében megépült a Bécs–Trieszt vasútvonal, majd 1873-ban a Pivka–Fiume vonal is, mely mentén Matulj lett Abbázia vasútállomása. A vasút kiépítése a turizmus jelentős fellendüléséhez vezetett és megindult a település népességének gyors gyarapodása. Épületeinek nagy része a 19. század és a 20. század közepe között épült. A településnek 1857-ben 273, 1910-ben már 1202 lakosa volt. A szomszédos Abbázia a 20. század elejére az egyik legkedveltebb európai nyaralóhely lett. Matulji pedig 1908-ban a kiinduló állomásává vált a Matulji–Abbázia–Lovran villamosvonalnak. Az első világháború nagy megtorpanást okozott a település fejlődésében. Az Olasz Királyság uralma alá kerülve periférikus helyzetbe került és lakosságának száma 1921-ig csökkent. Az 1920-as rapallói szerződés a kastavi területet megosztotta a Szerb – Horvát – Szlovén Királyság és Olaszország között. Matulji és a környező települések olasz fennhatóság alá kerültek, ezekből alakították ki 1921-ben Matulj községet. A fennmaradó területekből pedig Podgrad és Jelšane községekhez csatolták. Ebben az időszakban jöttek a karneváli maszkok is szokásba. Matulji 1945-ben Jugoszlávia része lett, melyből kiválva 1991-től vált Horvátország részévé.
2011-ben a falunak 3723, a községnek összesen 11274 lakosa volt.

## Lakosság

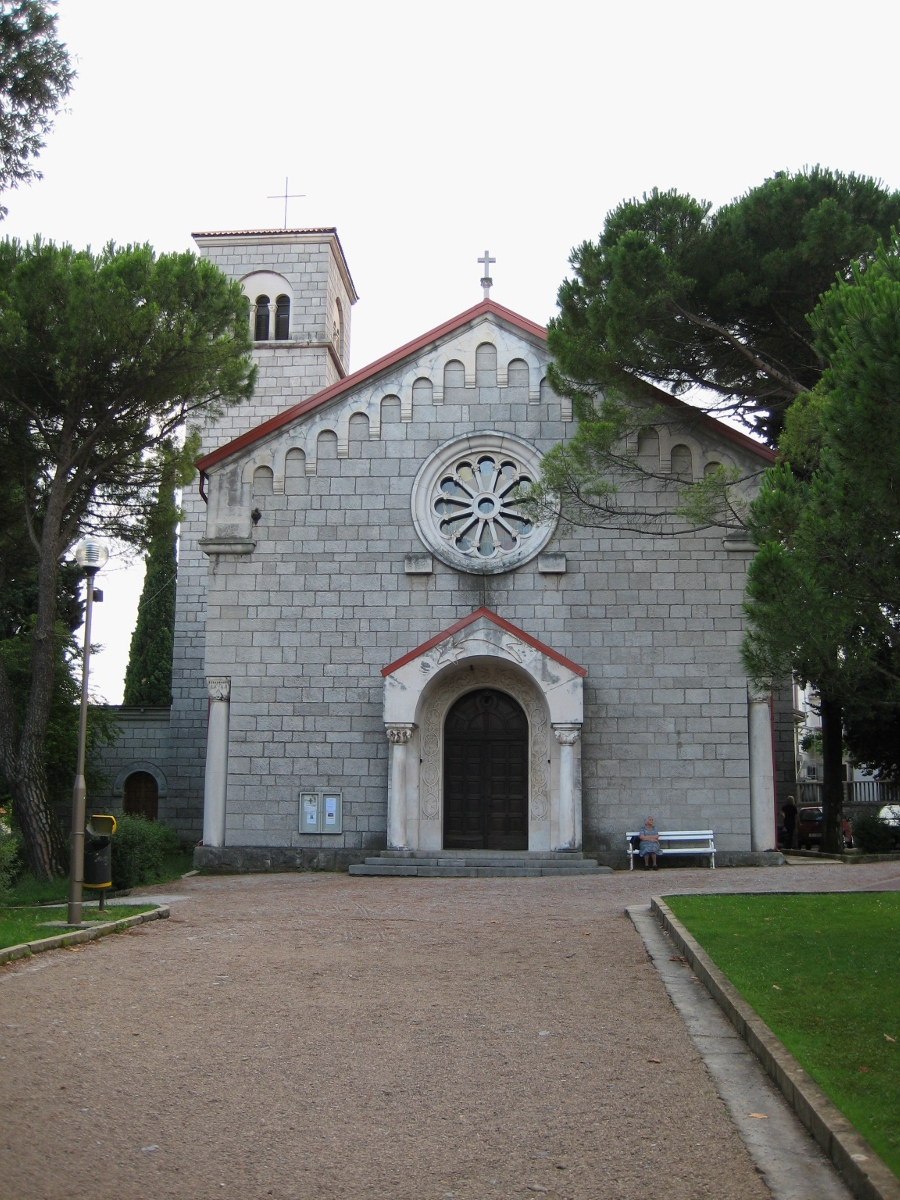
A plébániatemplom

| Lakosság változása | Lakosság változása | Lakosság változása | Lakosság változása | Lakosság változása | Lakosság változása | Lakosság változása | Lakosság változása | Lakosság változása | Lakosság változása | Lakosság változása | Lakosság változása | Lakosság változása | Lakosság változása | Lakosság változása | Lakosság változása |
| ------------------ | ------------------ | ------------------ | ------------------ | ------------------ | ------------------ | ------------------ | ------------------ | ------------------ | ------------------ | ------------------ | ------------------ | ------------------ | ------------------ | ------------------ | ------------------ |
| 1857               | 1869               | 1880               | 1890               | 1900               | 1910               | 1921               | 1931               | 1948               | 1953               | 1961               | 1971               | 1981               | 1991               | 2001               | 2011               |
| 273                | 292                | 653                | 730                | 887                | 1202               | 845                | 1005               | 1580               | 1625               | 1887               | 2344               | 3379               | 3495               | 3570               | 3723               |

## Nevezetességei
Krisztus Király tiszteletére szentelt plébániatemploma 1934-ben épült a régi templom helyén historizáló stílusban.
Szent Mihálynak szentelt temploma Kastav és Matulji között, az azonos nevű domb tetején helyezkedik el. A helyszín történelmi jelentőségű, mert itt tartották meg 1871-ben az I. isztriai tábort, melyet a horvát nemzeti ébredés kezdetének tekintenek Isztriában. A templom egy félhajós román stílusú, egyhajós épület. A belső falakon jelentősen lepusztult freskók maradványai láthatók. A 19. században előcsarnokot építettek hozzá, a harangdúcot pedig helyreállították. Ezt követően egy szenteltvíztartót építettek be az oltár falazatába. A templomot 2004-ben és 2005-ben alaposan felújították. A templom és környéke a kastavi régió potenciális régészeti lelőhelyének számít.
Védett épület az Opatija-Matulji vasútállomás épülete, mely Matuljiban található. Ismeretlen építész tervei alapján épült a Bécs-Trieszt vasútvonalon (melyet 1873-ban nyitottak meg a forgalom számára), amely Pivkánál ágazik el Fiume felé. A meglévő földszintes épület rekonstrukciója és bővítése 1884-ben kezdődött meg az emeleti rész ráépítésével. Az épületet a historizmus jellemzi, míg a szecesszió stílusjegyei az olyan részletekben jelennek meg, mint az ácsmunka, a tetőzet és a belső rész.